# Nicola Formichetti
Nicola Formichetti (Tóquio, 31 de maio de 1977) é um diretor de moda ítalo-japones, conhecido pelo trabalho contínuo na marca italiana Diesel e pelas colaborações constantes com a cantora norte-americana Lady Gaga.

## Biografia
Sua mãe é comissária de bordo e seu pai piloto e ele cresceu entre Tóquio e Roma, adquirindo um estilo único e eclético de influências orientais e ocidentais.
 

Ainda criança, estudou pianista clássico e mudou-se para estudar arquitetura em Londres, onde absorveu e estudou a vida noturna e o estilo urbano e trabalhou como balconista em uma butique da qual mais tarde se tornaria chefe de compras. Ele é especialmente conhecido por ter sido o diretor artístico da casa de moda francesa MUGLER, da qual saiu em 2013 para entrar como criativo da Diesel. Suas roupas para a cantora americana Lady Gaga são famosas como seu vestido de carne do MTV Video Music Awards de 2010.